# Бистренський
Бистренський (рос. Быстренский) — селище в Краснобаковському районі Нижньогородської області Російської Федерації.
Населення становить 178 осіб. Входить до складу муніципального утворення Шеманихинська сільрада.

## Історія
Від 2009 року входить до складу муніципального утворення Шеманихинська сільрада.

## Населення
| 2002 | 2010 |
| ---- | ---- |
| 207  | ↘178 |